# Monarca blanc-i-negre de les Salomó
El monarca blanc-i-negre de les Salomó (Symposiachrus barbatus) és un ocell de la família dels monàrquids (Monarchidae).

## Hàbitat i distribució
Habita els boscos a les Illes Salomó, a excepció del grup de Nova Geòrgia i Makira.

## Taxonomia
Sovint es considera que la població de l'illa de Malaita és una espècie de ple dret:
- Symposiachrus malaitae - monarca de Malaita.[3]